# Lodovico Zdekauer

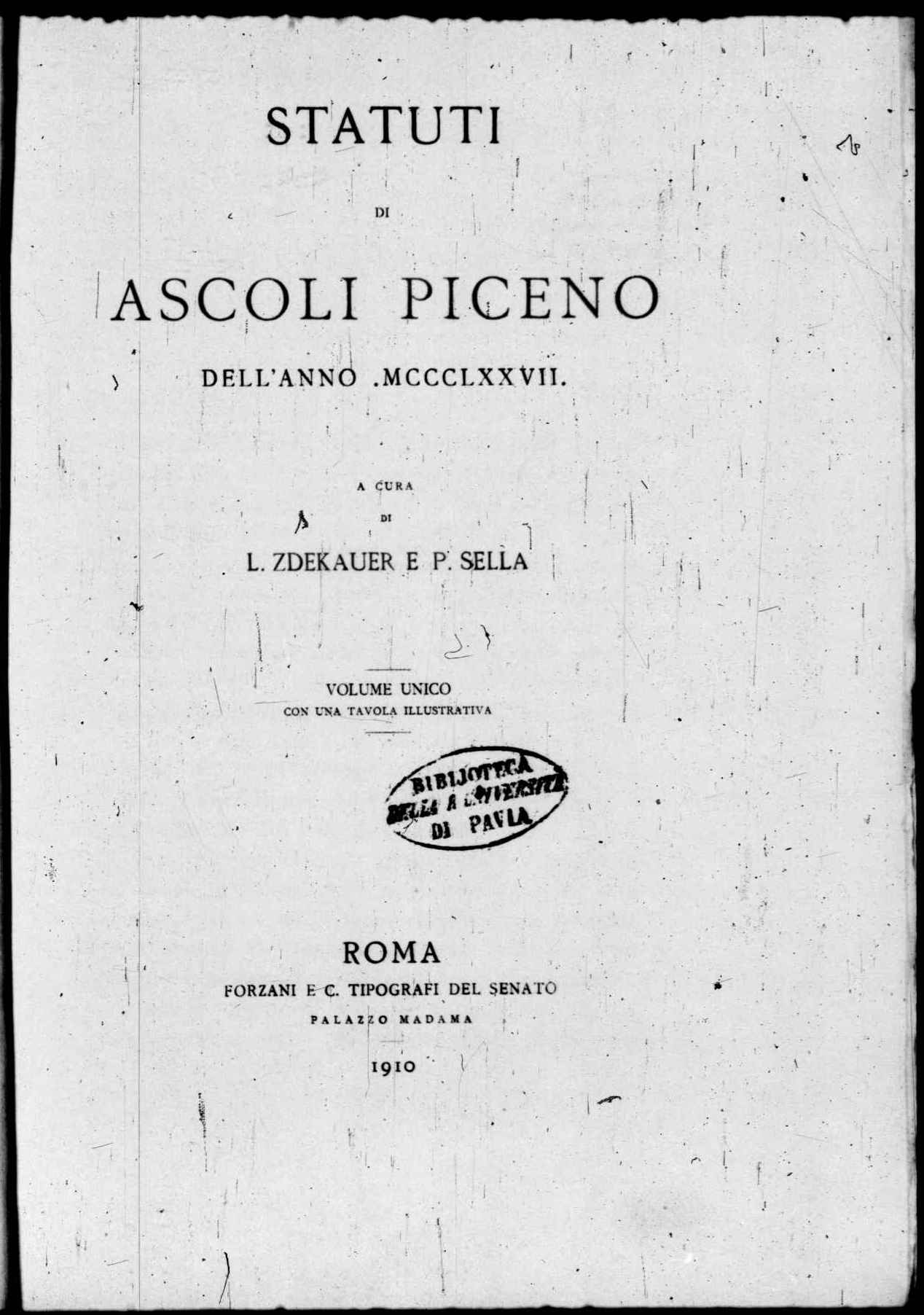
Statuti di Ascoli Piceno dell'anno 1377, 1910

Lodovico Zdekauer (Praga, 16 maggio 1855 – Firenze, 30 aprile 1924) è stato un archivista, giurista, storico e docente ceco naturalizzato italiano.

## Biografia
Di famiglia nobile ceca Lodovico, figlio dell'antiaustriaco Emanuele Zdekauer, rimasto ben presto orfano di padre, si trasferì in Italia nel 1880, più precisamente a Venezia, dove poté formarsi negli studi classici da lui tanto amati. Divenuto italiano nel 1893, dopo aver lavorato anni all'Archivio di Stato di Siena, fu fondatore della Regia deputazione di storia patria senese, che formò insieme ad alcuni amici toscani. Nello stesso 1893 vinse il concorso come docente di storia del diritto all'Università di Macerata, carica che egli tenne fino quasi alla fine della sua vita, nel 1923. In questa sede Zdekauer, senza tralasciare gli studi e l'attività didattica, si concentrò sull'importanza della scienza archivistica, diplomatica e paleografica al fine degli studi giuridici, dando origine a quella che Lodolini chiamò Scuola archivistica maceratese, che vide i suoi frutti nella tesi in diritto del suo allievo, Ezio Sebastiani, in cui si proclamava l'inalienabilità degli archivi in quanto bene demaniale dello Stato.

## Opere
- Statuti pistoiesi dei secoli XII e XIII, 2 voll., 1888-91.
- Lo Studio di Siena nel Rinascimento, 1894.
- Lezioni di storia del diritto romano, 1910.
- Statuti di Ascoli Piceno dell'anno 1377, 1910.
- Magistrature e consigli nei comuni marchigiani agli inizi del Trecento, 1917.
- Il giuoco in Italia nei secoli XIII e XIV e specialmente in Firenze, 1886 Archivio Storico Italiano.
- Il gioco d'azzardo nel Medioevo italiano, 1893.